# 磐安県
磐安県（ばんあん-けん）は中華人民共和国浙江省に位置する省直轄の県であり、しばらくの間、金華市の代理管轄下に置かれている。

## 行政区画
- 街道：安文街道、新渥街道
- 鎮：仁川鎮、大盤鎮、方前鎮、玉山鎮、尚湖鎮、冷水鎮、尖山鎮
- 郷：双峰郷、双渓郷、窈川郷、九和郷、盤峰郷